# Хиймалакаси
Хиймалака́си (рос. Хыймалакасы, чув. Хăймалакасси) — присілок у складі Чебоксарського району Чувашії, Росія. Входить до складу Чиршкасинського сільського поселення.
Населення — 126 осіб (2010; 116 у 2002).
Національний склад:
- чуваші — 99 %